# 武勒斯多夫
武勒斯多夫是奥地利下奥地利州霍拉布伦县的一个市镇。总面积63.91平方公里，总人口2404人，人口密度37.6人/平方公里（2005年）。